# オルドス青銅器文化
オルドス青銅器文化（-せいどうきぶんか）とは、紀元前6世紀から紀元前1世紀の頃、内モンゴル南部のオルドス地方など、陰山山脈と万里の長城にはさまれた地域に栄えた文化。旧地域名綏遠（すいえん）から、綏遠青銅器文化とも呼ばれる。大量の青銅器を出土することで古くから知られる。近年になって墳墓の発掘調査も行われている。青銅器はスキタイ様式に強い影響を与えた、モンゴル高原西部から南シベリアに分布していた遊牧民からの影響が見られる。歴史上記録のある狄、匈奴、特に西戎と関係がある。
この地域では後期旧石器時代から青銅器時代に至る遺跡・遺物が発掘されている。青銅器文化は紀元前8世紀頃（中国史では周の時代）から紀元前1世紀頃（前漢）まで続いた。
初期は北方のカラスク文化の影響を受けると共に、周の青銅器文化の影響も受けている。紀元前7世紀頃からは、スキタイにも強い影響を与えた武具、馬具や、動物（特に猛獣が草食獣を襲う場面など）のデザインが、この地方にも現れる。特に南シベリアのタガール文化と共通のデザインが多く、直接影響を受けたと考えられている。
2013年6月に滋賀県高島市の上御殿遺跡で柄頭に一対の環を持つ短剣の鋳型「双環柄頭短剣」（そうかんつかがしらたんけん）の鋳型が出土し、オルドス式銅剣との関連性が注目される。

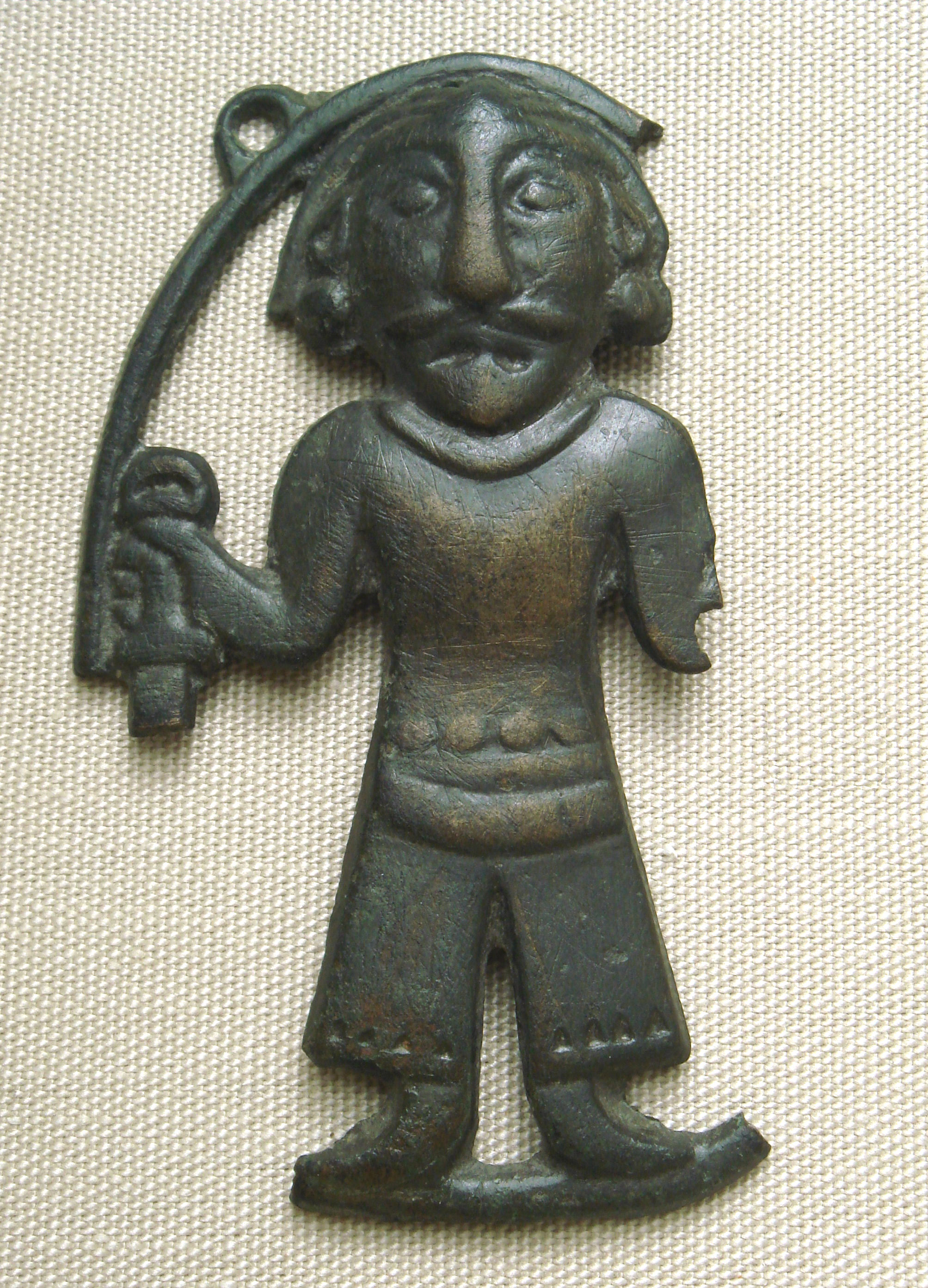
人物像（紀元前3-1世紀、大英博物館）

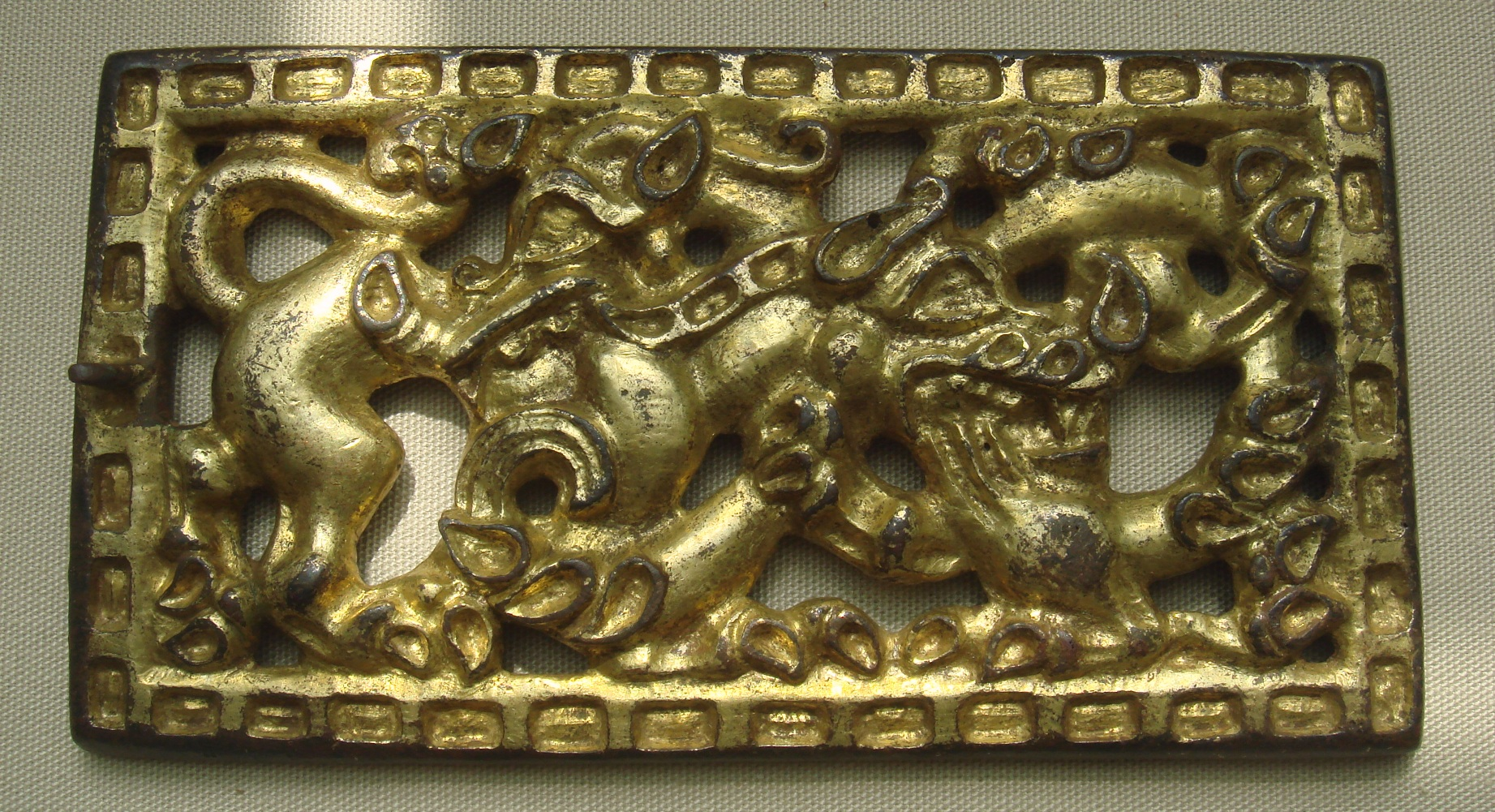
ベルトのバックル（紀元前3-1世紀、大英博物館）

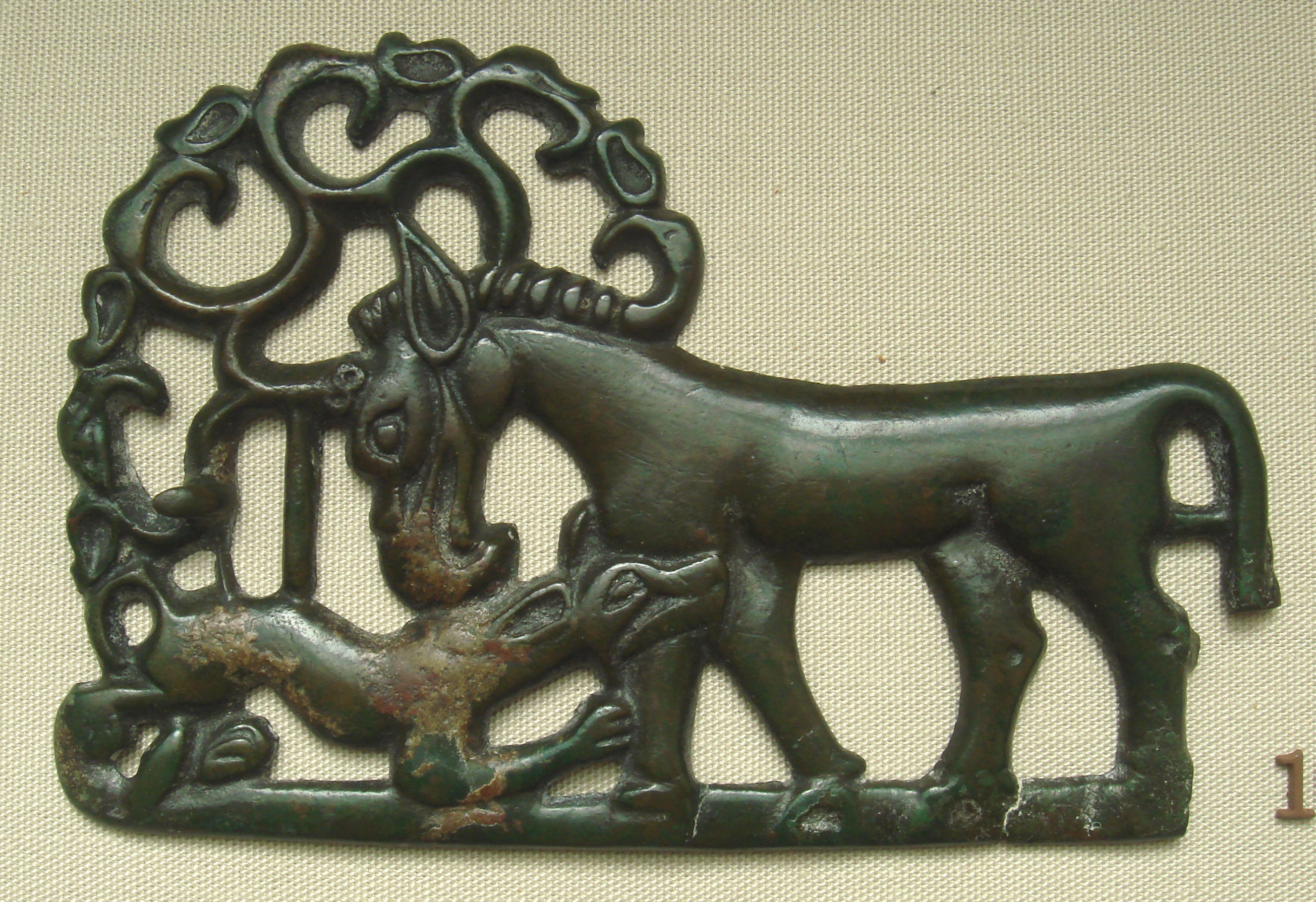
虎に襲われる馬（紀元前4-1世紀、大英博物館）

## 歴史記録
この文化について直接の歴史記録は無いが、同時代のこの地域の住民集団や政治状況の窺える物として漢籍古典の記録がある。古い時代にはこの地域に居住した牧畜民は狄と総称されていた。紀元前3世紀には、この付近の西側に月氏がいた記録がある。月氏の系統はおそらくトカラ語派話者の系統であるが、イラン語派話者の塞あるいはサカ（スキタイ）の系統とする考えもある。
匈奴は記録上、紀元前3世紀に南下してオルドスに現れた（ただしそれ以前のオルドス文化の遺物も、匈奴のものとする説もある）。その後、趙と秦がオルドスを支配したが、紀元前209年匈奴に敗れた。匈奴は再び南に勢力を伸ばし、冒頓単于の下で紀元前160年頃月氏の領域に入った。敗れた月氏はサカを破り西方へ追ったが、後には月氏自身も中央アジアに追われることになる。匈奴はこの時期にオルドス地方を征服し中国と直接接触した。前漢は武帝の時代に匈奴との戦いを開始し、紀元前127年にオルドス地方を征服した。